# Le Prophète (Pablo Gargallo)
Le Prophète ou Grand Prophète est une sculpture en bronze de 1933 du sculpteur espagnol Pablo Gargallo de style cubiste. La figure représente un orateur criant, le bras levé, tenant une canne dans une attitude menaçante.

## Histoire
Cette œuvre correspond au moulage du plâtre original conservé dans l'atelier de l'artiste à Paris, et est numérotée 1/3 des épreuves de l'artiste qui existent. Elle a été acquise par la Députatión Provinciale de Saragosse en 1973 et donnée au musée Pablo Gargallo pour être exposée. Elle porte les inscriptions avec les signatures : "P. Gargallo", "Ep. de Artista n º. 1 [/3]" et "Georges Rudi/Fondeur. Paris".

## Description
Il s'agit d'une sculpture de 2,35 mètres avec de grands volumes vides entourés d'éléments courbes qui confèrent à l'œuvre une grande force expressive. Elle présente une esthétique cubiste à travers un langage expressionniste.
L'esthétique cubiste se manifeste dans la multiplicité des points de vue sur un même espace, par exemple dans le visage où différents plans sont reliés entre eux. Ce fait ajoute du dynamisme à la sculpture. Une caractéristique de cette œuvre et de l'auteur est l'inversion du concept de volume ; dans les espaces où il devrait y avoir du volume, il y a un vide, comme on peut le voir sur la joue. La virtuosité technique du sculpteur aragonais est reconnaissable dans le jeu des courbes des bandes de bronze, qui créent des espaces concaves et convexes à travers lesquels pénètre la lumière, ce que Pablo Gargallo appelait le "volume virtuel".
La sculpture représente un prophète au moment de diffuser ses idées aux quatre vents. Il lève son bras droit, qui forme une courbe marquée et donne une expression à l'œuvre. Un grand axe central équilibre la figure, qui se situe à la tête et se poursuit en ligne droite jusqu'au pied gauche. Une autre grande ligne droite est formée par la houlette qu'il tient dans sa main gauche. Le reste de la figure est dominé par des lignes courbes. Les espaces vides sont incorporés dans différentes parties du corps, comme dans le visage, où la joue gauche n'est pas visible, ou dans le manteau creux dont le prophète se couvre.
Le sujet de l'œuvre a fait l'objet d'un débat, car nombreux sont ceux qui voient l'image du prophète dans un contexte religieux, plus précisément Jean le Baptiste. D'autres, en revanche, pensent que cette allégorie du pouvoir de la parole peut faire référence aux agitateurs de masse des années 1930. Cependant, conçue pour être exposée, la sculpture permet à Gargallo d'innover dans les possibilités artistiques et de créer un dialogue entre le vide et le plein.

## Nombre de copies
Il existe plusieurs copies de cette œuvre en bronze:
- 1 exemplaire hors commerce, réalisé en cire perdue.

Exemplaires réalisés en bronze au sable:
- 1/7 Centre Georges Pompidou (Musée National d'Art Moderne) de Paris.
- 2/7 Musée des Beaux-Arts de Bilbao.
- 3/7 Middelheimpark Museum d'Anvers.
- 4/7 Musée d'Art de Baltimore.
- 5/7 Hirhhorn Museum de Washington DC.
- 6/7 Musée Calouste-Gulbenkian, Lisbonne.
- 7/7 Musée National Centre d'Art Reina Sofia, Madrid.

Épreuves d'artiste:
- 1/3 Musée Pablo Gargallo, Saragosse (Donnée par la Députation Provinciale de Saragosse).
- 2/3 Musée d'Art Contemporain, Caracas.
- 3/3 Hakone Open Air Museum, Hakone.